# Dimechaux
Dimechaux é uma comuna francesa na região administrativa de Altos da França, no departamento do Norte. Estende-se por uma área de 4.85 km². Em 2010 a comuna tinha 339 habitantes (densidade: 69,9 hab./km²).